# Monastère de Sant Pere de Rodes
Pour les articles homonymes, voir Sant Pere et Monastère Saint-Pierre.
Le monastère de Sant Pere de Rodes est un monastère bénédictin situé dans le nord-est de la communauté autonome de Catalogne, province de Gérone en Espagne. Il est construit sur le flanc de la montagne de Verdera, en contrebas des ruines du château de Sant Salvador de Verdera qui lui offrait sa protection, avec une vue exceptionnelle sur la baie de Llançà et El Port de la Selva, au nord du cap de Creus.

## Histoire

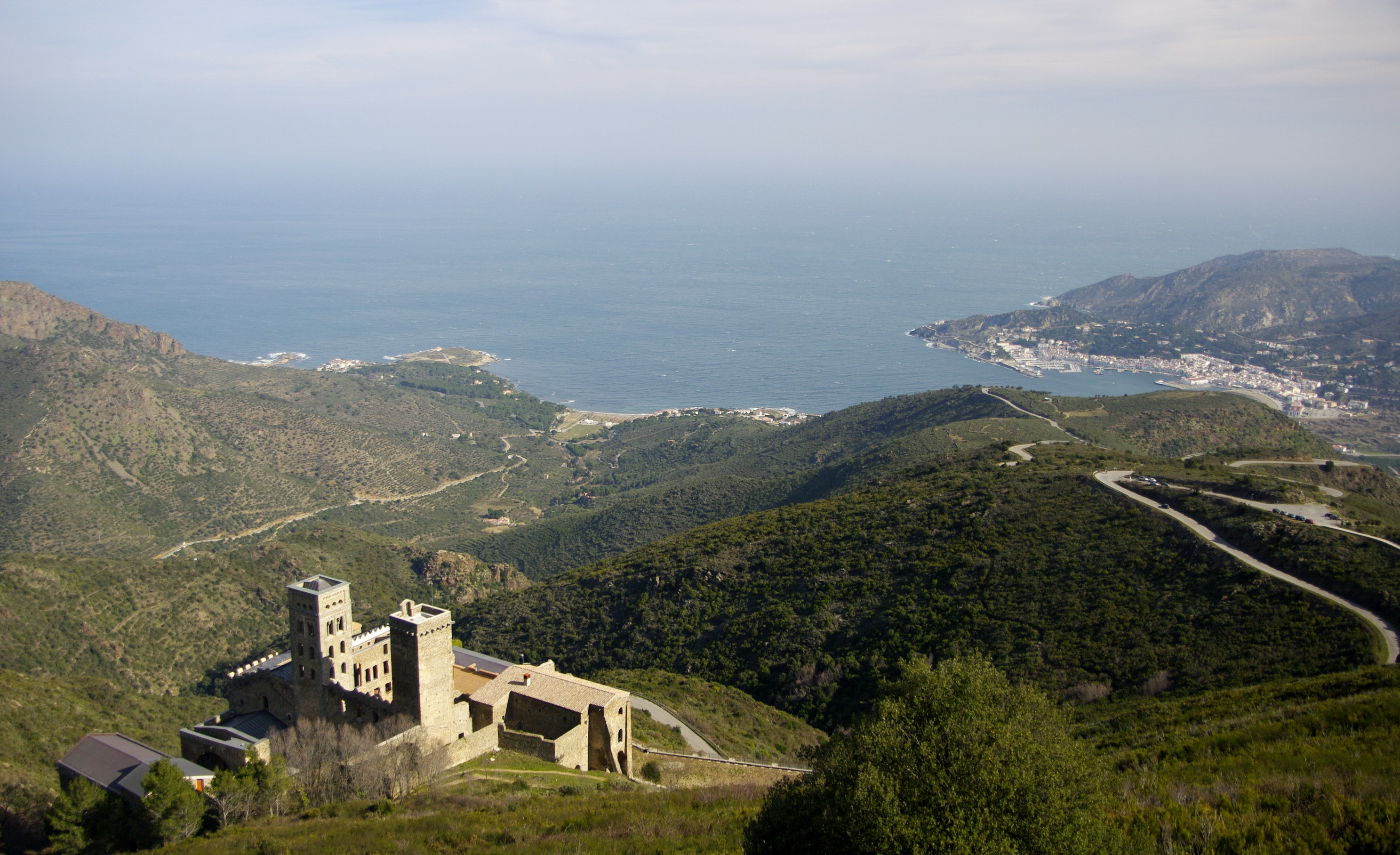
Le monastère dans son environnement.

On ignore l'origine du monastère, ce qui donna lieu dans le passé aux spéculations et aux légendes comme celle de sa fondation par des moines qui y seraient venus avec les restes de saint Pierre et d'autres saints qu'ils voulaient protéger de la profanation par les hordes barbares qui arrivaient sur Rome. Le danger des envahisseurs passé, le pape Boniface IV aurait alors ordonné de construire le temple[réf. souhaitée].
La première documentation officielle de l'existence du bâtiment date cependant de l'année 878. Il est mentionné une cellule monastique simple consacrée à saint Pierre. Il faut attendre l'année 945 pour que le lieu soit considéré comme un monastère bénédictin indépendant. Il atteint son apogée entre les XIe et XIIe siècles. De nombreux jubilés y sont célébrés jusqu'à sa décadence au XVIIe siècle. Son importance croissante en fit un lieu de pèlerinage de l'époque.
À partir du XVIIe siècle, il est pillé et en 1793, il est abandonné par la communauté bénédictine qui part d'abord à Vila-sacra puis à Figueras en 1809, jusqu'à sa dissolution.
En 1930, il est déclaré monument national et, en 1935, le gouvernement de la Catalogne commence les premières restaurations.

## Architecture

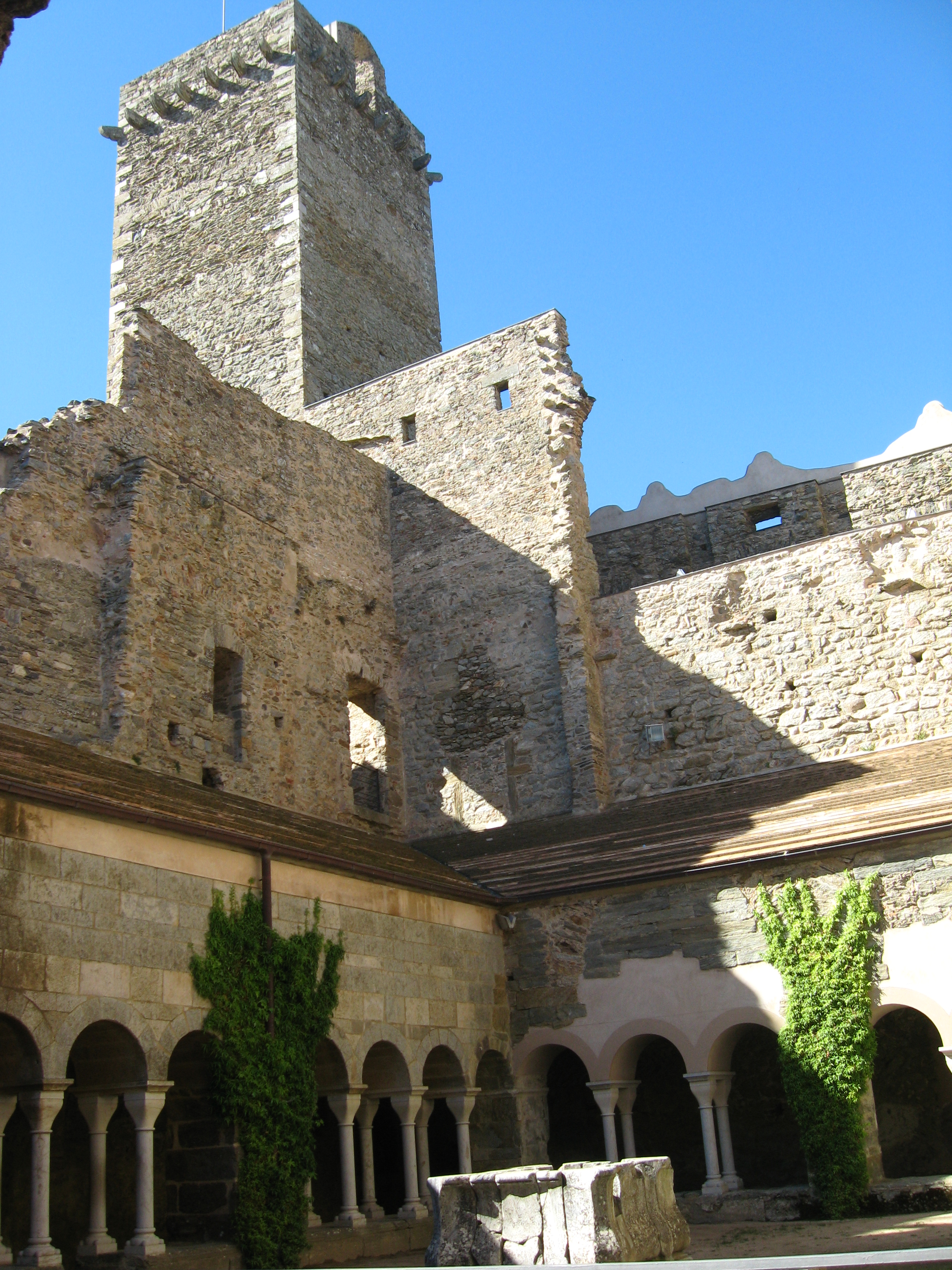
Le cloître.

Le cloître du XIIe siècle est la partie centrale du couvent autour de laquelle se répartissent les autres édifices. Il fut construit par-dessus un premier cloître plus ancien, dégagé lors de fouilles récentes. Du cloître primitif ne subsiste pas l'ensemble des galeries, une partie ayant été détruite pour créer une citerne. La mise au jour de ce premier cloître a permis d'exhumer deux peintures murales. Il ne reste presque aucun élément d'origine du cloître moderne, la quasi-totalité de ses colonnettes et chapiteaux ayant été dispersés et vendus, provoquant l'effondrement de certaines galeries.

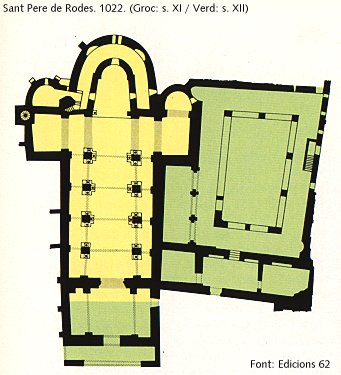
Plan du monastère. En jaune XIe siècle, en vert XIIe siècle.

L'église, consacrée en 1022, de style roman, est sans comparaison avec les canons de son temps. Les trois parties de la nef sont délimitées par une double colonnade avec chapiteaux d'influence corinthienne. Les colonnes adossées aux piliers proviennent d'une construction précédente. Le grand vaisseau central est splendide, avec un déambulatoire dans l'abside, qui semble être continué par les deux collatéraux. Il y a une crypte sous l'abside. L'église, qui synthétise avec originalité une série de courants architecturaux, comme le carolingien, le préroman et les constructions romanes, est considérée comme l'une des principales représentantes de l'architecture romane en Catalogne.
Le clocher carré du XIIe siècle est d'une influence lombarde du siècle précédent.
À son côté, une tour de défense, ou tour de l'hommage, a probablement été commencée au Xe siècle avant de passer par un long processus de construction et de modifications au fil des siècles. Ses murs ainsi que celui qui la relie au clocher contiennent de nombreuses assises de pierres rangées en arête-de-poisson.
L'hôpital ou refuge des pèlerins est situé à une cinquantaine de mètres du monastère. C'est un petit édifice rectangulaire du XIe siècle s'ouvrant à l'est par une porte en arc outrepassé. Les murs est et ouest sont en petites pierres disposées en arête-de-poisson. Le reste de la construction est en pierres de granit en rangées plus ou moins régulières.

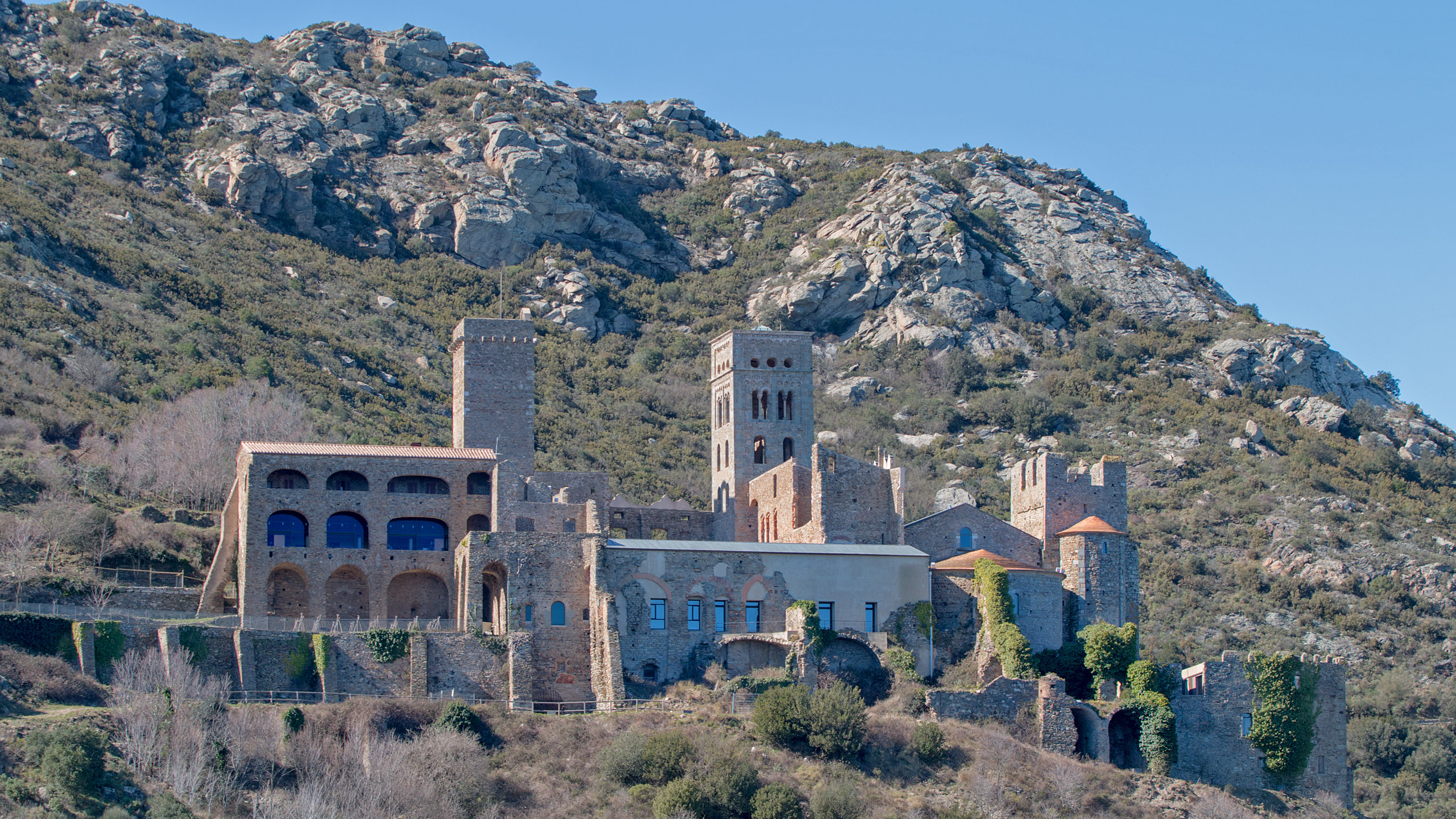
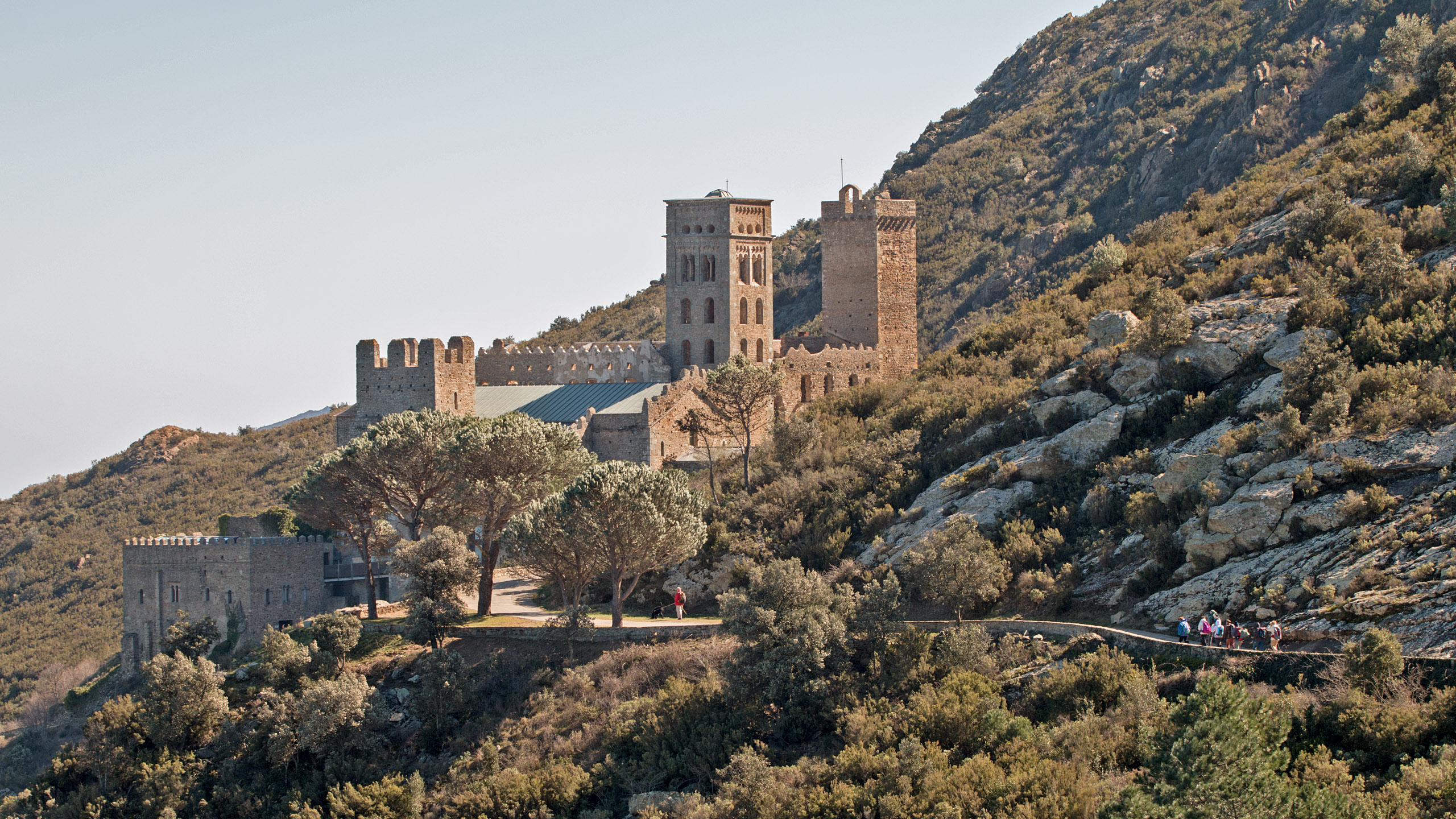
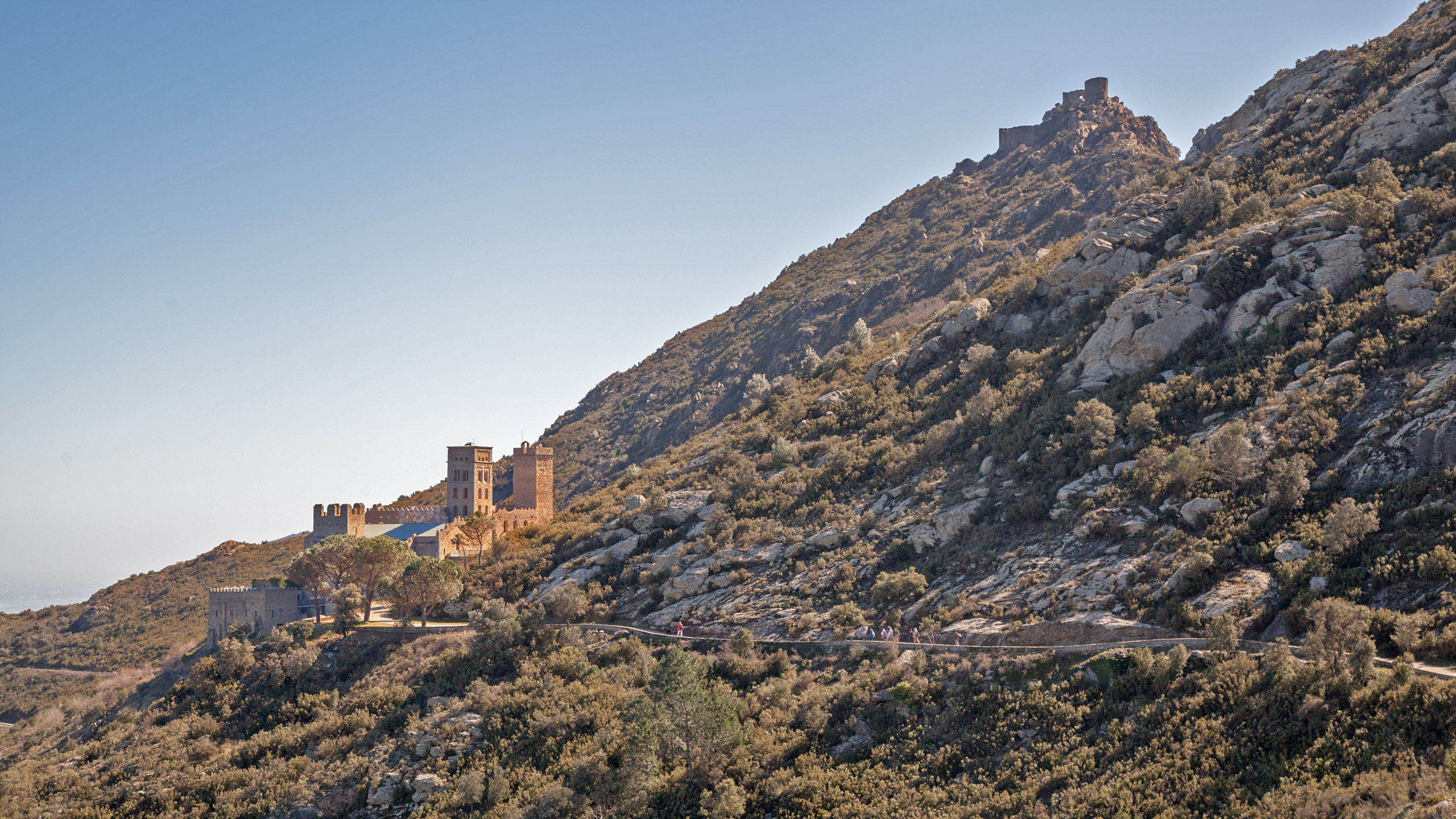

## Protection
Le monastère fait l’objet d’un classement en Espagne en tant que monument historique au titre de bien d'intérêt culturel depuis le 4 juillet 1930 sous la référence RI-51-0000348.
Il fait également l’objet d’un classement en Catalogne au titre de bien culturel d'intérêt national depuis le 4 juillet 1930 sous la référence 181-MH-EN.